# Golden Shower of Hits
Golden Shower of Hits – trzecia płyta zespołu Circle Jerks wydana w 1983 roku przez firmę LAX Records.

## Lista utworów
1. In Your Eyes
2. Parade of the Horribles
3. Under the Gun
4. When the Shit Hits the Fan
5. Bad Words
6. Red Blanket Room
7. High Price on Our Heads
8. Coup D'Etat
9. Product of My Environment
10. Rats of Reality
11. Junk Mail
12. Golden Shower of Hits (Jerks on 45)

## Muzycy
- Keith Morris - wokal
- Greg Hetson - gitara
- Roger Rogerson - gitara basowa
- Lucky Lehrer - perkusja